# Wentworth (Missouri)
Pour les articles homonymes, voir Wentworth.
Wentworth est un village du comté de Newton, dans le Missouri, aux États-Unis,. Situé au nord-est du comté, il est incorporé en 1895.

## Démographie
Lors du recensement de 2010, le village comptait une population de 151 habitants. Elle est estimée, en 2016, à 148 habitants.

### Source de la traduction
- (en) Cet article est partiellement ou en totalité issu de l’article de Wikipédia en anglais intitulé « Wentworth, Missouri » (voir la liste des auteurs).